# Lars Knudsen
Lars Ramkilde Knudsen, född 21 februari, 1962 är en dansk forskare inom kryptografi, särskilt intresserad av design och analys av blockkoder, hashfunktioner och meddelandeautentiseringskoder (MAC).

## Biografi
Efter ett tidigt arbete inom banktjänst, började Knudsen  vid Aarhus universitet 1984 där han studerade matematik och datavetenskap, en examen 1992 och sedan en doktorsexamen 1994. Åren 1997-2001 arbetade han vid universitetet i Bergen i Norge. För närvarande (2021) är Knudsen professor vid institutionen för matematik vid Danmarks tekniska universitet där han leder sektionen för kryptologi. Ivan Damgård var handledare under Knudsens studier vid Aarhus universitet och hans doktorsexamen bedömdes av Bart Preneel.
Hans huvudämne var i många år att bryta befintliga krypteringssystem, men under de senaste 20 åren har han varit författare till många kryptoalgoritmer, som har blivit internationella standarder eller gått till finalen i internationella tävlingar som Advanced Encryption Standard (AES):
- Serpent, I finalen i AES-tävlingen,
- DEAL, även den i AES-finalen (ej inlämnad av LRK),
- Present, ISO/IEC 29192-2:2012,
- Grøstl, i SHA-3-finalen,
- Prince, lättshiffer,
- MacDES, Mac-algorith baserad på DES,
- CodeHash, ISO-standard hashfunktion.